# TP d'Or 1974
Els premis TP d'Or 1974 foren entregats al saló Embajadores de l'Hotel Eurobuilding de Madrid el 27 de maig de 1975.
| Categoria              | Programa                          | Persona                      | Resultat        | Vots    |
| ---------------------- | --------------------------------- | ---------------------------- | --------------- | ------- |
| Actor Nacional         | El pícaro                         | Fernando Fernán Gómez        | Guanyador       | 198.581 |
| Actor Nacional         | Suspiros de España                | Antonio Ferrandis            | 2n Classificat  | 136.820 |
| Actor Nacional         | Silencio, estrenamos              | Adolfo Marsillach            | 3r Classificat  | 119.786 |
| Actriu Nacional        | Suspiros de España                | Irene Gutiérrez Caba         | Guanyadora      | 176.740 |
| Actriu Nacional        | El Teatro                         | Lola Herrera                 | 2a Classificada | 136.820 |
| Actriu Nacional        | Estudio 1                         | Concha Velasco               | 3a Classificada | 119.786 |
| Actor Estranger        | Columbo                           | Peter Falk                   | Guanyador       | 238.744 |
| Actor Estranger        | McMillan y esposa                 | Rock Hudson                  | 2n Classificat  | 107.645 |
| Actor Estranger        | Investigación                     | Hugh O'Brien                 | 3r Classificat  | 71.390  |
| Actriu Estrangera      | Los Protectores                   | Nyree Dawn Porter            | Guanyadora      | 174.022 |
| Actriu Estrangera      | McMillan y esposa                 | Susan Saint James            | 2a Classificada | 172.791 |
| Actriu Estrangera      | El show de Julie Andrews          | Julie Andrews                | 3a Classificada | 96.818  |
| Presentador            | Hoy 14,15                         | José María Íñigo             | Guanyador       | 305.414 |
| Presentador            | 35 millones de españoles          | Alfredo Amestoy              | 2n Classificat  | 103.870 |
| Presentador            | Todo es posible en domingo        | Juan Antonio Fernández Abajo | 3r Classificat  | 60.312  |
| Presentadora           | Mónica a Medianoche               | Mònica Randall               | Guanyadora      | 130.585 |
| Presentadora           | Un globo, dos globos, tres globos | María Luisa Seco             | 2a Classificada | 129.991 |
| Presentadora           | ¡Señoras y señores!               | Fiorella Faltoyano           | 3a Classificada | 93.701  |
| Personatge més popular | Pippi Calzaslargas                | Inger Nilsson                | Guanyadora      | 215.680 |
| Personatge més popular | El gran circo de TVE              | Los payasos de la tele       | 2n Classificats | 212.932 |
| Personatge més popular | Lo de Tip y Coll                  | Tip y Coll                   | 3r Classificats | 128.637 |
| Sèrie Nacional         | El pícaro                         | El pícaro                    | Guanyadora      | 215.438 |
| Sèrie Nacional         | Suspiros de España                | Suspiros de España           | 2a Classificada | 166.812 |
| Sèrie Nacional         | Silencio, estrenamos              | Silencio, estrenamos         | 3a Classificada | 152.064 |
| Sèrie Estrangera       | Investigación                     | Investigación                | Guanyadora      | 151.722 |
| Sèrie Estrangera       | Colombo                           | Colombo                      | 2a Classificada | 132.582 |
| Sèrie Estrangera       | Pippi Calzaslargas                | Pippi Calzaslargas           | 3a Classificada | 130.913 |
| Programa Nacional      | 35 millones de españoles          | 35 millones de españoles     | Guanyador       | 207.882 |
| Programa Nacional      | ¡Señoras y señores!               | ¡Señoras y señores!          | 2a Classificada | 126.515 |
| Programa Nacional      | Los reporteros                    | Los reporteros               | 3a Classificada | 121.644 |